# Vlag van Abcoude

Vlag van Abcoude

De vlag van Abcoude is de dorpsvlag van de Utrechtse dorp Abcoude. De vlag bestaat uit een wit veld met het gemeentewapen afgebeeld. Deze vlag heeft geen officiële status.

## Een niet-bestaande vlag
De niet-bestaande vlag van Abcoude is te vinden bij het gemeentehuis in Lennik, België. De vlag is gelijk aan de tekening op het schild van het gemeentewapen. Abcoude heeft nooit een officiële gemeentevlag gevoerd. Op 1 januari 2011 is Abcoude opgegaan in de gemeente De Ronde Venen.
Abcoude was verzusterd met Lennik wegens oude banden met de adellijke heersers van het Kasteel van Gaasbeek. De gemeente Ronde Venen heeft echter eind 2011 aangegeven de zusterband, met bijbehorende tradities, te zullen stoppen in het kader van bezuinigingen.

## Galerij

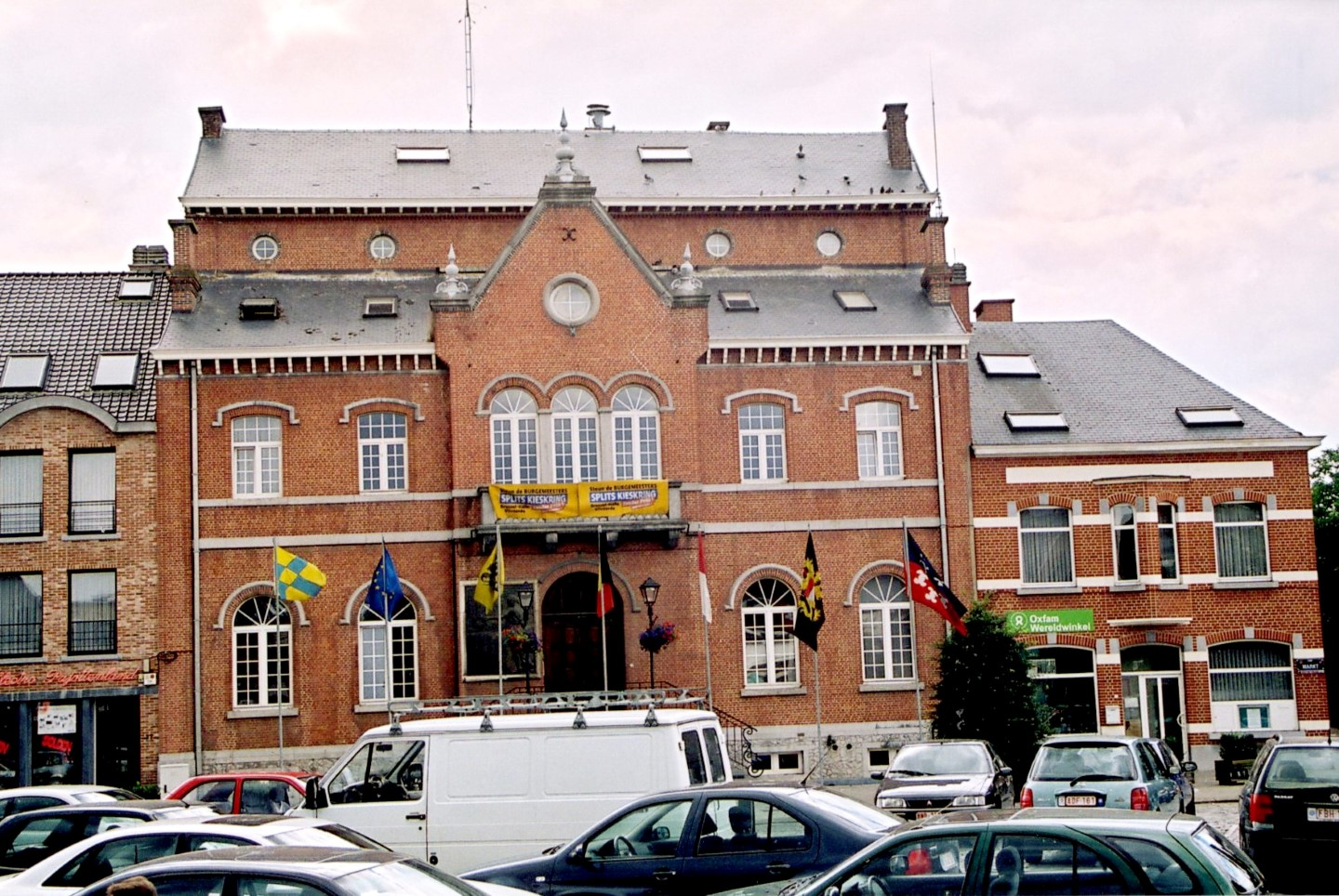
Een niet-bestaande vlag (rechts) voor Abcoude gebruikt in Lennik, België, bij het gemeentehuis
Een niet-bestaande vlag van Abcoude
Het wapen van Abcoude
De vlag van De Ronde Venen

Abcoude
· Achterveld
· Austerlitz
· Haarzuilens
· Hoogland
· Hooglanderveen
· Lage Vuursche
· Meerkerk
· Vinkeveen
· Waverveen
· Zegveld
· Zijderveld
· Zuilen